# Sabaki
De Sabaki of Galana is een rivier in Kenia. De bovenloop van de rivier heet de Athi, nadat de zijrivier de Tsavo iets ten oosten van de stad Tsavo hiermee samenvloeit, wordt de rivier "Sabaki" of "Galana" genoemd. In de hydrologie worden de Sabaki/Galana en de Athi vaak als één rivier beschouwd, de Athi-Galana-Sabaki, Athi-Sabaki of Athi-Galana genaamd. Als geheel is het de op-een-na-langste rivier van Kenia. Het gehele stroomgebied is ongeveer 70.000 km².

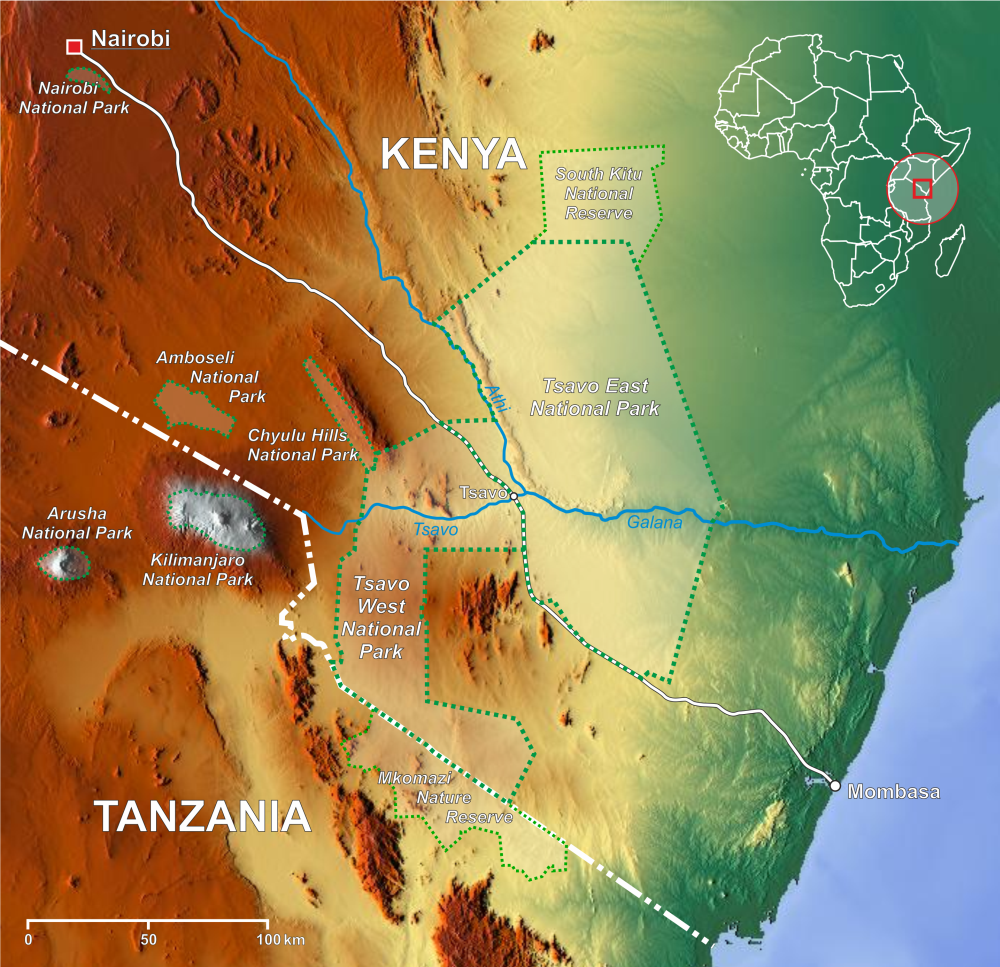
Athi-Galana-Sabaki in de buurt van het Nationaal Park Tsavo-East.

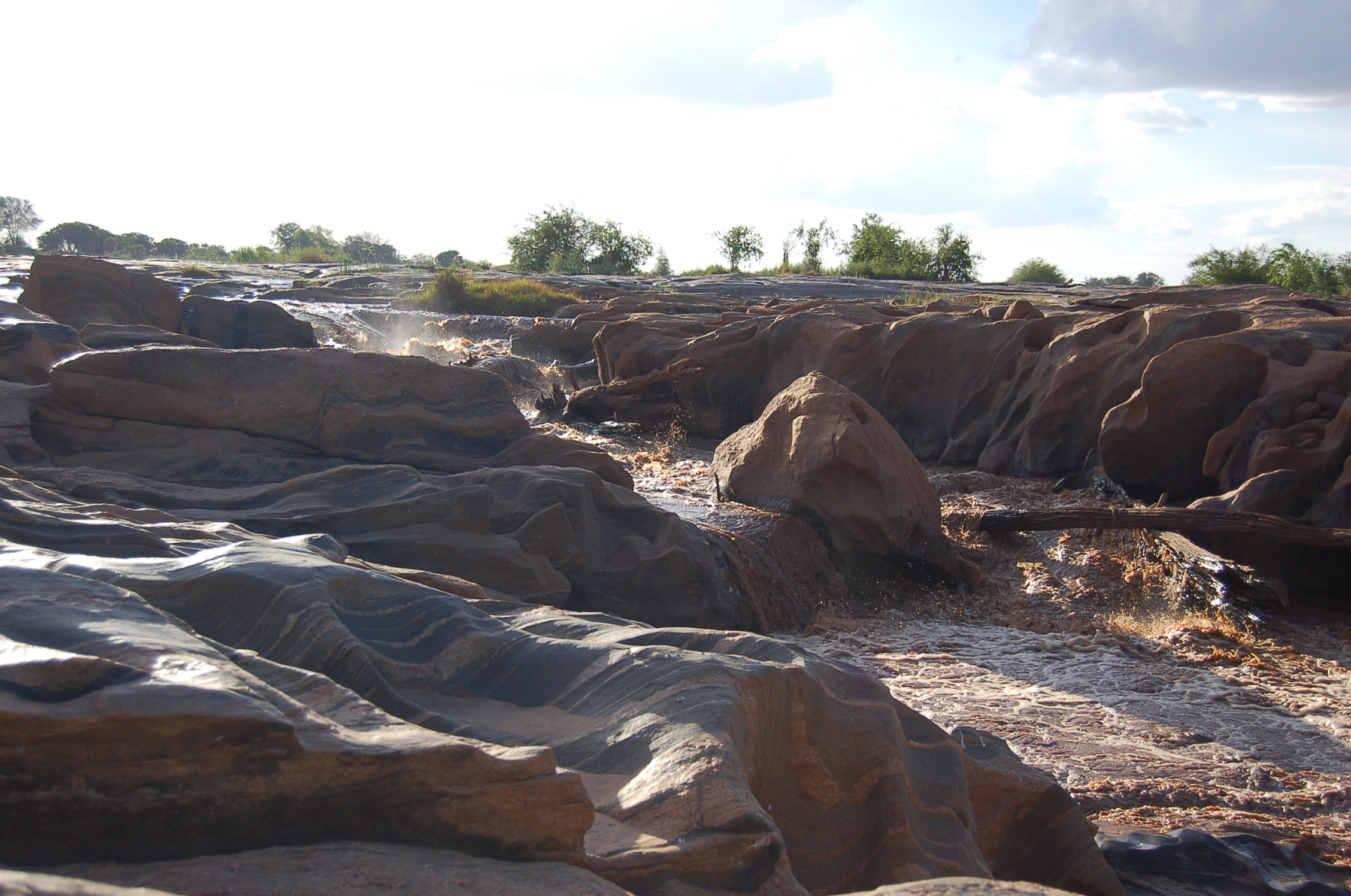
De Athi-Galana-Sabaki

De bronrivier de Athi vindt haar oorsprong in een aantal kleinere bronrivieren, waaronder de Nairobi. Ze stroomt in overwegend zuidoostelijke richting over de Kapote- en Athi-vlaktes, stroomt noordoostwaarts wanneer de Nairobi samenstroomt, gaat vervolgens bij de Fourteen Falls ter hoogte van Thika verder naar het zuidzuidoosten en doorkruist Nationaal Park Tsavo-East. Nadat de Tsavo in haar opgaat, stroomt de Sabaki in overwegend oostelijke richting zeewaarts. De Lugardwatervallen bevinden zich in de Sabaki nog binnen de grenzen van het nationaal park. Tien kilometer ten noorden van Malindi mondt ze uit in de Indische Oceaan. De riviermonding wordt in toenemende mate bebost door mangroven door de toename van sediment. De sedimenttoename vormt tevens een bedreiging voor koraalriffen in de baai van Malindi.
De Athi-Galana-Sabaki is de habitat van nijlpaarden en krokodillen. Eveneens komen er buffels, elandantilopen, gerenoeks, giraffen, impala's, koedoes, spiesbokken en waterbokken in de buurt van het water. Ook olifanten doen de rivier soms aan, vooral in het droge seizoen. Het gebied huisvest verder ook rotspythons. De vogelfauna omvat papegaaien, baardvogels, buffelwevers, spreeuwen en scharrelaars.